# Feindsender

Sendeplan eines US-Radiosenders in Europa während des Zweiten Weltkriegs

Der Begriff Feindsender wurde im NS-Staat während des Zweiten Weltkriegs geprägt und bezeichnete Radiostationen, deren Hören durch die Nazis verboten war. Dies waren ausländische Sender, einschließlich Sender aus neutralen Ländern. Sogar das Hören von Rundfunkprogrammen aus mit dem NS-Staat verbündeter Länder, wie zum Beispiel Italien, fiel unter das Rundfunkverbot. Da nationalsozialistische Stellen die Sendungen gezielt abhörten und zahlreiche Mitschnitte anfertigten, sind in historischen Archiven zahlreiche Originaltonbeispiele erhalten.

## Hintergrund
Mit Kriegsbeginn 1939 wurden vom NS-Regime zahlreiche neue Gesetze und Verbote eingeführt, darunter die „Verordnung über außerordentliche Rundfunkmaßnahmen“ vom 1. September 1939. Sie bedrohte das Hören ausländischer Rundfunksender mit hohen Strafen. Hörer satirischer Beiträge oder Musiksendungen wie Jazz und Swing kamen oft mit einer Verwarnung durch die Gestapo davon, mussten aber auch mit dem Einzug des Rundfunkgerätes oder gar einer Gefängnisstrafe rechnen. Verbreitung von abgehörten Nachrichten der Feindsender konnte mit Zuchthaus oder sogar mit dem Tode bestraft werden. Der Wehrkraftzersetzungs-Paragraf wurde im Laufe des Krieges immer weiter ausgelegt.
Schnell entwickelte sich der deutschsprachige Dienst der Londoner BBC zum stärksten ausländischen Feindsender, ebenso galt Radio Vatikan als Feindsender. Weitere ausländische, in Deutschland gehörte Sender waren Radio Moskau, Radio Oranje, eine Sendung der Niederländischen Exilregierung in niederländischer Sprache auf der Welle der BBC, Radio Beromünster aus der Schweiz und die britischen Propagandasender in deutscher Sprache. Diese agierten als Tarnsender, da sie vorgaben, deutsche Sender zu sein, in Wahrheit jedoch von britischer Seite zum Zweck der Verwirrung und Zersetzung betrieben wurden. Dazu zählen zum Beispiel Gustav Siegfried 1, der Kurzwellensender Atlantik oder der Soldatensender Calais (siehe Clandestine-Radio). Zeitweise waren weitere Schwarzsender in Funktion: Der Freiheitssender der Deutschen Freiheitspartei sendete von einem im Ärmelkanal kreuzenden Fischkutter aus.

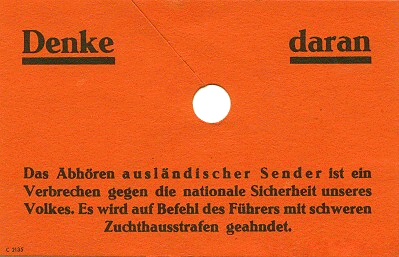
Auf Volksempfängern wurde eine Warnung vor dem Abhören von Feindsendern angebracht.

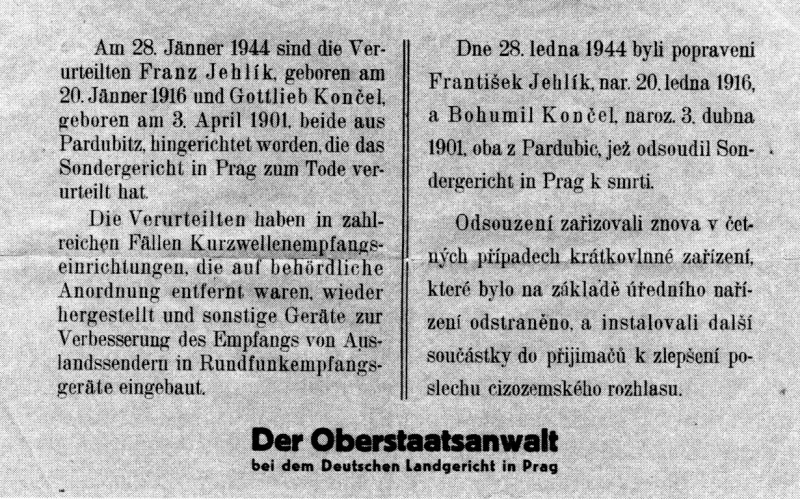
Zwei Todesurteile für den Umbau von Radioempfängern; 28. Januar 1944

Nicht nur das Hören von unerwünschten Sendern wurde mit Strafen belegt. Im September 1939 wurde auch eigenes Senden verboten: Alle Ermächtigungen der deutschen Reichspost wurden für ungültig erklärt. Sämtliche vorhandenen Funkgeräte deutscher Funkamateure wurden ohne Entschädigung enteignet und eingezogen oder mussten beim Zustellpostamt abgeliefert werden.
Einige Deutsche, beispielsweise die Vierergruppen, verbreiteten trotz des Verbots die Inhalte ausländischer Sender innerhalb des Landes. Der im Exil lebende Schriftsteller Thomas Mann rief über den deutschen Dienst der BBC „Deutsche Hörer!“ auf, der Welt ein Zeichen des Widerstandes und damit der Existenz des besseren Deutschlands zu geben.

## Flüsterwitz
Ein im Zweiten Weltkrieg erzählter Flüsterwitz bringt die Motivation für deutsche Radiohörende, ausländische Sender zu hören, wie folgt auf den Punkt: „Was hört man im deutschen Radio? Deutschland über alles. Und was hört man im ausländischen Radio? Alles über Deutschland.“

## Empfang von Radiosendern in Südwestdeutschland
Hensle weist auf die besonderen Empfangsbedingungen im sogenannten Dreiländereck in Südwestdeutschland während der NS-Zeit hin. In dieser Gegend war der mit 100 kW ausstrahlende, neutrale Schweizer Sender Radio Beromünster besser zu empfangen als der auf einer Nachbarfrequenz sendende und der NS-Propaganda unterworfene Reichssender Stuttgart. Zudem hatte der Stuttgarter Sender täglich nach 20 Uhr sein Programmende und wurde regelmäßig auf den Reichssender Breslau aufgeschaltet, sofern kein Luftalarm verkündet wurde, was das Komplettabschalten des deutschen Radioprogramms in der betroffenen Region zur Folge hatte, um angreifenden Flugzeugen die Peilung zu erschweren. Als Folge war im Südwesten kein deutscher Mittelwellensender empfangbar, so dass auf den schweizerischen, sogenannten Feindsender umgeschaltet wurde, um überhaupt ein Programm auf dem Volksempfänger zu hören. Dieser Umstand wurde vom Sicherheitsdienst beklagt, ohne Abhilfe schaffen zu können.

## Feindsender zu DDR-Zeiten
Der Ausdruck Feindsender findet sich explizit auch in den Akten der Stasi. Sie verfolgte Hörer, die den von ihr auch als Hetzsender bezeichneten Londoner Rundfunk der BBC hörten und sich durch Zuschriften über Deckadressen in Berlin-West an die von 1955 bis 1974 wöchentlich ausgestrahlte Rundfunksendung Briefe ohne Unterschrift wandten. Den Schüler Karl-Heinz Borchardt, dem die Kontaktaufnahme und die freimütigen Schilderungen seiner Meinung zum Alltag in der DDR als mehrfach versuchte staatsfeindliche Hetze ausgelegt wurden, verurteilte ein Gericht am 29. März 1971 zu einer Freiheitsstrafe von zwei Jahren.

## Liste von Feindsendern (Auswahl)
- Londoner Rundfunk, der deutschsprachige Dienst der BBC
Beginn der deutschen Ausstrahlungen im September 1938 mit der Rede von Premierminister Chamberlain.
- Gustav Siegfried 1
Erfolgreichster, weil meistgehörter britischer Geheimsender, der bewusste Irreführung betrieb. Geleitet von Sefton Delmer, sendete er von Mai 1941 bis November 1943.
- Deutscher Kurzwellensender Atlantik
Britischer Geheimsender, geleitet von Sefton Delmer, sendete von Februar 1943 bis Mai 1945 und wandte sich an deutsche U-Boot-Besatzungen.
- Soldatensender Calais (später Soldatensender West)
Gründung des Geheimsenders am 24. Oktober 1943, weil ein neuer, leistungsstarker Mittelwellensender in Sussex nicht ausgelastet war. Die freien Kapazitäten wurden Sefton Delmer zur Verfügung gestellt. Zu den Mitarbeitern gehörten Otto John und Karl Theodor von und zu Guttenberg. Inhalte und Struktur waren weitgehend identisch mit dem „Kurzwellensender Atlantik“ (s. o.), Zielgruppe waren das deutsche Heer und die Luftwaffe. Der Soldatensender strahlte täglich ein durchgehendes live-Programm von 20.30 bis 24.00 Uhr aus. Das Programm erweckte den Eindruck, als handele es sich um einen deutschen Wehrmachtssender. Die perfekte Tarnung gelang für lange Zeit, indem bei den Deutschen beliebte Musik, Sportergebnisse und Berichte von Ereignissen in Deutschland gesendet wurden. Gelegentlich wurden aber auch moralzersetzende Infos eingestreut. Hitler wurde nie persönlich angegriffen, sondern immer nur Leute aus seiner Umgebung.
- Christus König
Britischer Geheimsender, der vom 15. September 1942 bis 19. April 1945 auf wechselnden Kurzwellenfrequenzen sendete. Er tarnte sich als kirchlicher Sender, wie der Name schon vermuten lässt.
- Voice of America / Stimme Amerikas
Offizielle Stimme Amerikas seit Februar 1942. Offizieller Träger das „Office of War Information“. Die VoA produzierte Nachrichtensendungen, Hörspiele, Musik- und Unterhaltungssendungen und Sendereihen wie „We fight back“. Die bis zu 65 Programme täglich wurden von Programmen in den USA übernommen, vor allem aber von ABSiE und Radio Luxemburg.
- American Broadcasting Station in Europe / ABSiE
Seit 1944 offizielles Sprachrohr der US-Regierung für Europa. Redaktion in London.
- Radio Luxemburg
Sendete nach der Befreiung Luxemburgs seit September 1944 als offizielles Sprachrohr des Alliierten Hauptquartiers. Leiter des deutschen Dienstes war Hans Habe.
- Sender 1212
US-amerikanischer Geheimsender in Luxemburg, der sich zwischen Dezember 1944 und Ende April 1945 an die deutsche Bevölkerung im Rheinland richtete und sich als Sprachrohr einer rheinischen Separatistengruppe tarnte. Er hatte ein ähnliches Konzept wie der Soldatensender Calais (s. o.).
- Radio Moskau
Offizielles Sprachrohr der UdSSR seit 1929 in deutscher Sprache. Wöchentliche Sendezeit 76 Stunden (November 1944). Im Gegensatz zur BBC schrieben deutsche Mitarbeiter im Wesentlichen die deutschen Programme.
- Geisterstimme
Unregelmäßige Sendungen deutscher Emigranten aus Moskau, zwischen 1941 und 1944, immer dann, wenn Radio Moskau Sendekapazitäten frei hatte.
- Sender „Freies Deutschland“
Sender des „Nationalkomitee Freies Deutschland“ von Juli 1943 bis September 1945 von Moskau aus. Außenstellen in den Kriegsgefangenenlagern Lumjowo und Krasnogorsk. Programme aus Kommentaren, Nachrichten, Aufrufen, aber auch kulturellen Beiträgen, Musiksendungen, Gottesdiensten sowie Grußsendungen kriegsgefangener Soldaten in die Heimat. Generäle wie Walther von Seydlitz und Friedrich Paulus richteten Aufrufe an die Heimat.
- Deutscher Freiheitssender 29,8
Einer der ersten antifaschistischen Schwarzsender der Exil-KPD. Sendebeginn Januar 1937 von einem Standort bei Madrid.
- Deutscher Freiheitssender
Tarnsender von französischen Regierungsstellen von September 1939 bis Juni 1940.
- Radio Strasbourg / Radiodiffusion Française
Seit 1930 deutschsprachiges Programm für die deutsche Minderheit in Elsaß-Lothringen. Ende der Sendetätigkeit im Juni 1940.
- Radio Oranje
Rundfunkprogramm der niederländischen Regierung im Exil von Sendern der BBC aus zwischen Mai 1940 und Mai 1945.[8]
- Deutscher Volkssender
Nachfolgesender des Deutschen Freiheitssenders 29,8, sendete ab dem 10. September 1941.